# Mount Vernon (Dakota Południowa)
Mount Vernon – miasto w Stanach Zjednoczonych, w stanie Dakota Południowa, w hrabstwie Davison.